# Danielle Aitchison
Danielle Aitchison, née le 16 août 2001 à Morrinsville, est une athlète handisport néo-zélandaise concourant en T36 pour les athlètes atteintes de paralysie cérébrale.

## Carrière
Née avec une sévère jaunisse et 90% de perte d'audition, elle a des implants auditifs dans les deux oreilles. Elle possède également deux paralysies cérébrales : l'athétoïde et l'ataxie.
Aux Championnats du monde d'athlétisme handisport 2019, elle monte sur la deuxième marche du podium sur le 200 m en 29 s 86 — nouveau record d'Océanie — et termine 4e du 100 m. Deux ans plus tard aux Jeux, Aitchison rafle l'argent sur le 200 m en 29 s 88 derrière la Chinoise Shi Yiting (28 s 21). Deux jours plus tard, elle rafle le bronze sur le 100 m T36 en 14 s 62 derrière la Chinoise Shi (13 s 61) et la Russe Elena Ivanova (14 s 60).

## Palmarès

### Jeux paralympiques
- Jeux paralympiques d'été de 2020 à Tokyo :
  -  200 m T36
  -  100 m T36

### Championnats du monde
- Championnats du monde 2019 à Dubaï :
  -  200 m T36